# きむらひでふみ
きむら ひでふみ（1965年3月12日 - ）は、日本の脚本家、メカニックデザイナー、元漫画家、アニメーター。

## 来歴
元々漫画家だったことから、デザイン関係の仕事をしていた。最近はgímikなどを通じて脚本・シリーズ構成といった仕事が多い。
絵描きから物書きという、少々変わった経歴の持ち主であり、テレビアニメ『キディ・グレイド』では脚本・原画の両方でクレジットされた。また、過去にはステージショーでの戦闘員の中の人のアルバイトをしたことがあり、この経験は漫画作品『ヒーローはいかが?』やテレビアニメ『ジェネレイターガウル』第5話「諍いのカタチ」などへ活かされている。

## 作品リスト

### テレビアニメ
1998年
- ジェネレイターガウル（シリーズ構成・脚本）

1999年
- 宇宙海賊ミトの大冒険（脚本・ビジュアル&ストーリーコンセプト）
- 地球防衛企業ダイ・ガード（SFコンセプト）

2000年
- ラブひな（脚本）

2001年
- シスター・プリンセス（舞台監督）

2002年
- フルメタル・パニック!（脚本）
- アベノ橋魔法☆商店街（設定デザイン）
- キディ・グレイド（シリーズ構成・脚本・絵コンテ・原画・アイキャッチ）

2003年
- AVENGER（シリーズ構成・脚本）

2004年
- うた∽かた（シリーズ構成・脚本・絵コンテ・変身コスチューム・エンディングイラスト）

2007年
- 機神大戦ギガンティック・フォーミュラ（原案・シリーズ構成・脚本・絵コンテ）

2009年
- キディ・ガーランド（シリーズ構成・脚本）

2010年
- SHIN-MEN（脚本）

2011年
- フリージング（設定協力）

2012年
- クレヨンしんちゃん（脚本）

2013年
- フリージング ヴァイブレーション（設定デザイン・モニターデザイン・原画）

2014年
- 風雲維新ダイ☆ショーグン（シーンデザイナー・モニターデザイン）

2017年
- 銀の墓守り（シリーズ構成・脚本）
- カードファイト!! ヴァンガードG Z（2017年 - 2018年、ユニットデザイン）

2018年
- Dies irae To the ring reincarnation（脚本）

2019年
- FAIRY TAIL（ドラゴンデザイン）
- とある科学の一方通行（プロップデザイン・絵コンテ）
- 通常攻撃が全体攻撃で二回攻撃のお母さんは好きですか?（プロップデザイン・絵コンテ）

2020年
- 遊☆戯☆王SEVENS（モンスターデザイン）
- ミュークルドリーミー（絵コンテ）

2022年
- オリエント（プロップデザイン・脚本・OPアニメーション）

2025年
- ホテル・インヒューマンズ（プロップデザイン）

### 劇場アニメ
2005年
- クレヨンしんちゃん 伝説を呼ぶブリブリ 3分ポッキリ大進撃（脚本・絵コンテ）

2006年
- クレヨンしんちゃん 伝説を呼ぶ 踊れ!アミーゴ!（絵コンテ）

2007年
- キディ・グレイド 劇場版三部作（構成・脚本）

### OVA
1997年
- AIKa（メカニックデザイン）

2000年
- 炎のらびりんす（メカニックデザイン）

2001年
- エクスドライバー（メカデザイン）

2019年
- フラグタイム（美術設定）

### ゲーム
1990年
- バトルスキンパニック（キャラクターデザイン、PC-8801SR以降）

1991年
- SUPERバトルスキンパニック（キャラクターデザイン、PC-9801VM以降）

1993年
- mightyバトルスキンパニック（キャラクターデザイン、MSX2）
- バトルスキンパニック9821（キャラクターデザイン、PC-9821）

## 漫画・小説作品

### 漫画
- インビンシブル・ロボ「無敵号」（1986年）
- ヒーローはいかが?（1987年）
- 見参! 銃士隊（1988年）
- 火星より元気をこめて（1990年、旺文社中１時代、4・5月号付録「BOWコミックスペシャル」）
- 魔法の剣士ソーサル=ファイ（1993年、原作、此路あゆみとの共著）
- きゃぷてんX ボトル・シップ号の冒険（1994年、原作、RPGマガジン連載、此路あゆみとの共著）
- キディ･グレイドバーサス（2002年 - 2003年、脚本担当）
- キディ･ガーランドぴゅあ（2009年 - 2010年、脚本担当）

### 小説
- 神聖刻記ブリーダーズ・ワース（1994年、イラストのみ、ログアウト冒険文庫）
- キディ･グレイド　Pr(1)(2)　（2002年、イラストのみ、著 : 青木智彦、企画・原案 : gímik）
- キディ･グレイド(1)〜(3)（2003年 - 2004年、イラストのみ、著 : 志茂文彦、企画・原案 : gímik）
- キディ･グレイド　EX-PARTNER（DVD特典小説）
- キディ･グレイド　Secret Affair（DVD特典小説）
- ジェミニ・ナイヴ（2006年、企画・原案：gímik）
- キディ･ガーランド（1）L3 Legacy Little Lady（2010年、イラスト含む、原作：gímik）
- キディ･ガーランド（2）M3 My Moveless Memory（2010年、イラスト含む、原作：gímik）
- スティグメイズEx-P.（2015年、イラスト含む、クラウド出版、未達成により未出版）

### その他
- キディ･グレイドサウンドレイヤー（2002年 - 2003年、2008年、脚本）
- キディ･ガーランドさうんどおんりぃ（2009年 - 2010年、脚本）